# Alexei Alexeevich Abrikosov
Aleksei Aleksêievitch Abrikóssov (em russo:  Алексе́й Алексе́евич Абрико́сов; Moscou, 25 de junho de 1928 – 29 de março de 2017) foi um físico russo.
Recebeu o Nobel de Física de 2003, por contribuições à teoria dos supercondutores e superfluidos.
Foi eleito membro estrangeiro da Royal Society em 2001.

## Livros
- Abrikosov, Alexey; Gor'kov, Lev; Dzyaloshinskii, Igor (1975). Methods of Quantum Field Theory in Statistical Physics. London, U.K.: Dover Publications. ISBN 978-0199232727
- Abrikosov, Alexey (1988). Fundamentals of the Theory of Metals. [S.l.]: North Holland. ISBN 978-0444870940